# Kröppelshagen-Fahrendorf
Kröppelshagen-Fahrendorf er en kommune i det nordlige Tyskland, beliggende i Amt Hohe Elbgeest under Kreis Herzogtum Lauenburg. Kreis Herzogtum Lauenburg ligger i delstaten Slesvig-Holsten.

## Geografi
Kröppelshagen-Fahrendorf, der mod nord grænser til Sachsenwald, det største sammenhængende skovområde i Slesvig-Holsten, ligger ca. 20 km sydøst for Hamborg. Bundesstraße 207 går gennem kommunen.